# Guiu XII de Laval

Armes portades per Guy XII de Laval en el moment del Segon tractat de Guérande (1381)). Esquarterat d'or amb creu de gules cantonada de setze alerons de blau ordenats 2 i 2 i carregada de cinc petxines de plata (Laval) i de gules sembrat de flors de lliri d'or (Châteaubriant).

Guy XII de Laval o Joan de Laval (nascut després de 1327 - 21 d'abril de 1412) fou senyor de Laval, Vescomte de Rennes, baró de Vitré, senyor de Gavere i Acquigny castellà de Désert, i governador de Bretanya. Va ser designat Joan al bateig per Joan III de Bretanya, duc de Bretanya, el seu oncle, però va prendre el nom de Guiu al succeir al seu germà gran, seguint la llei de la seva casa.

## Família
- Fill de Guiu X de Laval i de Beatriu de Bretanya. Germà de Guiu XI de Laval.
- Casat el 1348 amb Lluïsa de Châteaubriant (sense posteritat), filla de Geoffroy VII, senyor de Châteaubriant, i de Joana de Belleville, i germana de Geoffroy VIII el qual, al morir sense fills, la va deixar hereva de la terra de Châteaubriant, la cinquena de les nou grans baronies de Bretanya. Joana de Belleville es va casar de nou amb Olivier de Clisson, i van ser pares del famós conestable d'aquest nom. Caterina de Laval va ser per això doblement cunyada del senyor de Laval; i d'aquí ve l'estreta relació que hi va haver entre ells, i que encara va ser consolidada per una fraternitat d'armes. Lluïsa de Châteaubriant va morir el 1383. Guiu XII en va continuar sent hereu, en virtut d'una donació mútua que ells feta el 1379;
- Casat el 28 de maig de 1384 amb Joana de Laval-Tinténiac, parente en tercer grau, dama de Châtillon, vídua del conestable Bertrand du Guesclin del que va tenir:
  - Un fill mort el 1398;

Guiu de Laval, mort el 1404, senyor de Gavere;[4]
Anna de Laval (1385-1466), única hereva.[5]

Guy XII de Laval pel seu segon matrimoni, és l'avantpassat d'un nombre incalculable de pleballes, nobles i sobirans de tot Europa.

## Història
El 1356, es va llançar contra Rennes amb el vescomte de Rohan i d'altres senyors, per defensar aquest lloc assetjat pel duc de Lancaster.
Després que el priorat de Cunault va haver estat reprès als anglesos per Amaury IV de Craon i Bertrand du Guesclin, en va tenir la guarda amb Geoffroy de Bresé, cavaller poiteví. El 28 de maig de 1364, Urbà V va escriure des d'Avinyó al duc d'Anjou demanant usar tot el seu poder per obtenir la restitució del priorat al titular Joan de Durfort, parent d'Hug, cardenal diaca de Sainte-Marie in Porticu. Va fer la mateixa demanda, el 5 de novembre del mateix any, a favor de Guiu du Pin, el seu capellà, proveït llavors del priorat.
El Cartulari de la Roë conté també del senyor de Laval i de Chasteaubrient un acte fet a Vitré, sota el seu signe el 20 de juny de 1365, pel qual donava a Guillem de la Fontaine i a Olivier du Boishamon, orde d'informar-se de la legitimitat d'una renda de 20 s. sobre el costum de Marcillé del qual els canonges de la Roë reclamaven els retards de feia nou anys.

### Guerra de Successió de Bretanya
Per a l'Art de vérifier les dates, encara que les guerres continuaven a Bretanya, no sembla que el senyor de Laval hi hagi pres molts part fins a la batalla d'Auray.
Guiu XII també va ser sol·licitat per Urbà V per fer la pau entre Joana de Penthièvre, duquessa de Bretanya i Joan V l'Anglòfil. És un fet a esmentar per precisar el paper de Guiu XII en aquesta llarga lluita on sens dubte, seguint les instruccions del papa, el senyor de Laval va buscar, però inútilment, pacificar els dos partits.

### Pontvallain
El 1370, com que els anglesos amenaçaven França sota la direcció de Robert Knoles, el rei Carles V de França li va encarregar aixecar dues companyies d'homes d'armes per oposar-se als pas i estralls d'aquests enemics. La derrota que aquest general va patir aquest mateix any al lloc dit Pontvallain, va ser deguda en gran part al valor del senyor de Laval; i el rei Carles V el va reconèixer ell mateix pel do que li va fer de quatre mil llibres d'or amb una pensió de tres-centes lliures per mes per al seu estat. Va seguir, el 1371, al conestable Bertrand du Guesclin a Poitou, i va tenir part a les conquestes que hi va fer sobre els anglesos.

### Marxa contra Bretanya
En 1373, Lluís I de Nàpols, duc d'Anjou, gendre de Joana, duquessa de Bretagne, i Du Guesclin, van tornar a Bretanya amb grans forces, en vistes a castigar el duc Joan V l'Anglòfil per les seves converses secretes amb Anglaterra. El senyor de Laval es va ajuntar als senyors bretons aixecats contra el seu príncep; i mentre que el vescomte de Rohan s'apoderava de Vannes, i Clisson d'altres ciutats, va avançar contra Rennes de la que es va apoderar. Aquests fracassos van obligar el duc de Bretanya a retirar-se a Anglaterra, però desposseir-lo no era la intenció de la majoria dels seus vassalls que servia França contra ell, si bé sí que ho era del rei Carles V. En efecte, havent parlat amb els tres senyors de Rohan, de Clisson i de Laval, aquest príncep els va declarar en confidència la voluntat de guardar el ducat de Bretanya i de reunir-lo a la corona com un mitjà segur d'establir la tranquil·litat del regne, amb promesa de donar als tres barons una bona part; i, per això, els va demanar els llocs i fortaleses que hi posseïen. L'efecte de l'arenga del senyor de Laval va ser que els tres senyors se'n van anar de la cort sense dir adéu, i es van retirar als seus llocs, amb el pretext de guardar-los i d'ocupar-se de les necessitats de la Bretanya amenaçada pels anglesos.

### Tractat de Guérande (1381)
A la seva tornada, els altres senyors bretons, tenint al seu cap Montfort i Montafilant, van fer una associació per cridar al seu duc; va tenir el seu efecte sota la condició que es va imposar al duc no confiar els seus llocs als estrangers. Aquesta crida va ser seguida del Tractat de Guérande (1381), conclòs en forma d'amnistia el 15 de gener de 1381. Els diputats que ho van negociar van ser, de part del rei, el senyor de Coucy, el senyor de Raineval, Arnaud de Corbie (primer president del parlament de París), Anseau de Plaisans, el senyor de Montferrand i Joan de Rais; de part del duc, Guiu, senyor de Laval, Carles de Dinan, senyor de Montafilant, Guiu de Rochefort, senyor d'Assérac; i Guillem el Bisbe.

### Governador de Bretanya
El duc es va reconciliar amb França, i el 1382 va acompanyar el rei Carles VI de França en la seva expedició de Flandes. Abans de la seva sortida, va donar comissió al senyor de Laval, per cartes segellades el 22 de juliol del mateix any, de governar Bretanya en qualitat del seu tinent-general, amb poder d'actuar com la seva pròpia persona, de donar gràcies, d'establir els governadors i els capitans en tots els llocs, i d'atorgar treves. Guiu, l'any precedent, havia fet ell mateix campanya a Flandes amb el vescomte de Rohan i el senyor de Clisson. Tots tres hi havien combatut amb distinció a la batalla de Roosebeke, on l'oriflama va ser portada pel senyor de la Trémoille. Jean Froissart, parlant d'aquesta campanya, ens informa que la casa de Laval tenia per a crit de guerra Saint-Py-Laval.

### Protecció del conestable de Clisson
El senyor de Laval era amb Beaumanoir i el conestable de Clisson, el 1387, al castell de l'Ermini, quan el duc de Bretanya Joan IV el Conqueridor, hi va fer arrestar secretament al darrer amb el propòsit de fer-lo matar

### Administració del ducat de Bretagne
La duquessa Joana de Navarra, vídua de Joan IV el Conqueridor, havent acordat el seu matrimoni amb el rei Enric IV d'Anglaterra, i disposant-se a anar a reunir-se amb ell, va convidar el 1402 al duc de Borgonya, Felip II l'Intrèpid, a venir a trobar-la. El duc va anar l'1 d'octubre a Nantes, on la duquessa del consentiment dels seus consellers, li va remetre, el 19 del mateix mes, la tutela dels seus fills i la regència del ducat durant la minoria del fill gran Joan V l'Anglòfil. Diversos senyors bretons, el comte de Penthièvre al seu cap, s'oposaren a aquesta disposició. Veient el duc de Borgonya els esperits dividits, se'n va anar de Bretanya el 3 de desembre, emportant-se amb ell el jove duc Joan i el seu germà Artur. Els senyors, després de la seva retirada, van atorgar l'administració del ducat al senyor de Laval.
En un procés que Raül, senyor de Coetquën, suposat camarlenc del duc de Bretanya, va fer al comte de Laval Guiu XII, administrador dels béns dels fills menors de Joan V l'Anglòfil, duc de Bretanya, el 1402, diversos senyors cavallers, sobre els ordres del comte de Laval haurien fet presoners als subjectes d'aquest senyor de Coetquën
El 1404 Guiu XII, fou descarregat de les seves funcions pel jove duc Joan V l'Anglòfil, per cartes-patents del 14 de gener, basant-se en les febleses degudes a la seva edat. Joan va confirmar als oficials que havia designat, i el va posar a l'abric de tota venjança.

### Defunció
Va morir al castell de Laval el 24 d'abril de 1412 i va ser inhumat a l'abadia de Vlermont al costat del gran altar, tocant a Beatriu de Bretanya, la seva mare.
Guiu XII va fundar el 1397, amb la seva dona el convent dels Franciscans de Laval. Joana, la seva dona, li va sobreviure vint-i-un anys, havent mort el 27 de desembre de 1433.